# Fearless (Album)
Fearless es el tercer álbum de estudio de la banda mexicana de Metal Progresivo/Metal latino Acrania, fue lanzado el 25 de abril de 2015 con el soporte del Consejo Nacional para la Cultura y las Artes (CONACULTA) de México. El álbum es el primer trabajo en presentar al nuevo guitarrista César Cortés, quién reemplazó a Félix Carreón en 2013. La banda lanzó un video "'playthrough"  para apoyar el primer sencillo "People of the Blaze" el 22 de abril de 2015. Un segundo vídeo musical se lanzó para la canción "I Was Never Dead" el 21 de agosto de 2017.

## Lista de canciones
Todas las canciones escritas y compuestas por Luis Oropeza excepto Point of Collision y Blinded by Power por César Cortés. 
| N.º   | Título                     | Duración |  |
| 1.    | «People of the Blaze»      | 3:59     |  |
| 2.    | «Poverty is in the Soul»   | 6:25     |  |
| 3.    | «I Was Never Dead»         | 3:58     |  |
| 4.    | «Blinded By Power»         | 4:41     |  |
| 5.    | «Overflow»                 | 1:52     |  |
| 6.    | «En el Puerto»             | 1:11     |  |
| 7.    | «Hypocritical Conflict»    | 3:35     |  |
| 8.    | «Man's Search for Meaning» | 8:26     |  |
| 9.    | «Point of Collision»       | 4:36     |  |
| 38:51 |                            |          |  |

## Personal
Acrania
- Luis Oropeza – Voz, Guitarra
- Johnny Chavez – Batería
- César Cortés – Guitarra
- Alberto Morales – Bajo

Músicos adicionales
- Ignacio Gómez – Percusión
- Daniel Pérez – Saxo
- Said Cuevas – Trompeta
- Adriana Cao - Arpa Jarocha

Producción y diseño
- Johnny Chavez – producción, ingeniería, mezcla
- Acrania – Producción, arreglos
- Brett Caldas-Lima – Masterización
- Eliran Kantor – Arte
- Germán García – fotografía